# Индриксоне, Илзе
Илзе Индриксоне (латыш. Ilze Indriksone, в замужестве Лиепиня, Liepiņa; род. 29 октября 1974 года, Талси, Латвийская ССР, СССР) — латвийский политический деятель. Председатель партии «Национальное объединение» с 15 декабря 2024 года. Депутат Сейма в 2018—2022 годах и с 20 сентября 2023 года. В прошлом — министр экономики (2022—2023).

## Биография
Родилась 29 октября 1974 года в Талси, административном центре Талсинского района Латвийской ССР. Отец — Гунарс Индриксонс (Gunārs Indriksons), мать — Иева Индриксоне (Ieva Indriksone).
В 1992 году окончила 1-ю Талсинскую среднюю школу. В 1994 году окончила Булдурский техникум садоводства, получила квалификацию фермера-садовода. В 1998 году окончила факультет сельской инженерии Латвийского сельскохозяйственного университета, получила квалификацию инженера-эколога и степень бакалавра в области наук об окружающей среде. В 2001 году окончила факультет экономики и управления Латвийского университета, получила степень магистра по программе «Экологический менеджмент».
Работала руководителем отдела в компании Talsu autotransports, занимающейся автобусными перевозками в Талси. Работала в Администрации Курземского региона планирования.

## Политическая карьера
В 2000 году вступила в партию «ТБ/ДННЛ». В 2011 году произошло слияние партий «ТБ/ДННЛ» и «Всё для Латвии!» с образованием новой партии «Национальное объединение».
По результатам муниципальных выборов 1 июня 2013 года избрана в Талсинскую краевую думу по списку «Национального объединения». Переизбрана на выборах 3 июня 2017 года. 15 июня стала заместителем председателя Талсинской краевой думы.
По результатам парламентских выборов 6 октября 2018 года избрана депутатом 13-го Сейма. Была членом комитета по бюджету и финансам и комиссии по государственным расходам и аудиту. С августа 2021 года занимала пост парламентского секретаря в Министерстве экономики Латвии. 2 июня 2022 года покинула Сейм в связи с назначением министром.
16 мая 2022 года премьер-министр Кришьянис Кариньш отправил в отставку министра внутренних дел Марию Голубеву («Для развития/За!»), а 18 мая — министра экономики Яниса Витенбергса («Национальное объединение»). 18 мая правление «Национального объединения» выдвинуло Илзе Индриксоне на пост министра экономики. 26 мая Сейм утвердил Илзе Индриксоне на пост министра экономики в коалиционном правительстве. Вступая в должность, министр подчеркнула необходимость продвижения возобновляемых источников энергии и привлечения инвестиций.
Илзе Индриксоне, отвечая на вопрос LETA о своих приоритетах в сфере энергетики, подчеркнула необходимость обеспечения энергетической независимости путем перехода на локальное использование возобновляемых источников энергии. Начатая бывшим министром экономики Янисом Витенбергсом работа в области теплоснабжения — переход с газа на использование возобновляемых ресурсов — должна быть продолжена, подтвердила новый министр.
Избрана на парламентских выборах 1 октября 2022 года депутатом 14-го Сейма. Была членом комитета по бюджету и финансам и комиссии по государственным расходам и аудиту. 14 декабря сложила полномочия в связи с назначением в правительство.
Сохранила пост в следующем коалиционном правительстве под руководством премьер-министра Кришьяниса Кариньша, утверждённом Сеймом 14 декабря 2022 года. Правительство ушло в отставку 15 сентября 2023 года.
20 сентября 2023 года вернулась в Сейм. Является членом комиссии по государственным расходам и аудиту и членом комиссии по образованию, культуре и науке.
В ноябре 2024 года, накануне ежегодного съезда «Национального объединения» Райвис Дзинтарс, который возглавлял «Национальное объединение» с момента его создания в 2010 году, сообщил, что не будет переизбираться в председатели. Правление партии выдвинуло Илзе Индриксоне. На съезде 15 декабря за Илзе Индриксоне проголосовали 243 делегата, против — 25, и ещё четыре бюллетеня оказались недействительными.

## Личная жизнь
В 1994 году вышла замуж за Мариса Лиепиньша (Māris Liepiņš). У пары четверо детей: два сына и две дочери. Развелись в 2011 году.

## Награды
- Орден Креста земли Марии 2-го класса (19 апреля 2023 года, Эстония)[10].